# كارولين أميرة موناكو
كارولين لويس  (بالفرنسية: Caroline Louise Marguerite Grimaldi)‏، من مواليد 23 يناير سنة 1957م، تعتبر أميرة هانوفر، دوقة برونزويك و يونبورغ ، كما أنها الابنة البكر للأمير رينييه الثالث والأميرة غريس وولية العهد وذلك بعد تعديل دستور الإمارة الذي كان لا يتيح لبنات الأسرة المالكة بحكم الإمارة وسبب التعديل هو شغور منصب ولي العهد بعد الأمير ألبير الذي لم يتزوج وبالتالي لم ينجب مع أن له ابنان من علاقتين غير شرعيتين ولكن الدستور لا يعترف بأي منهما وريثاً لعرش الإمارة
وحسب الدستور : عند عدم وجود ولي عهد بعد وفاة الأمير تفقد إمارة موناكو استقلالها وتصبح بالتالي تابعة لفرنسا
ولقد عمدت تحديداً في تاريخ 3 مارس 1957 .

## زواجها و أبنائها
تزوجت أولاً بفيليب جونو في موناكو في يوم 29 يونيو 1978 بصفة دينية و مدنية و لكن زواجها لم يستمر وحصل الطلاق معه في 9 أكتوبر 1980
بعدها تعرفت على بطل سباقات اليخوت الإيطالي ستيفانو كازيراغي وكان أصغر منها ب3 أعوام وتم الزواج بينهما بتاريخ 29 ديسمبر 1983م وكان زواجهما مدنيا لكن لم يكتب ان يعيش زوجها فلقد توفي عام 1990م في حادث قوارب في أحد سباقات بطولة العالم لليخوت وقد خلف من وراءه ثلاث أبناء معها وهم:
- أندريا كازيراغي (ولد في 8 يونيو 1984): الابن الأول لكارولين والثاني في ترتيب الخلافة على العرش بعد والدته .
- شارلوت كازيراغي (ولدت في 3 أغسطس 1986): و هي الابنة الثانية لكارولين، وتعتبر الثالثة في ترتيب خلافة العرش بعد والدتها و شقيقها الأكبر.
- بيير كازيراغي (ولد في 5 سبتمبر 1987): الابن الثالث لكارولين ، يعتبر الرابع في ترتيب الخلافة بعد والدته وشقيقيه الأكبر منه.
وتزوجت كارولين للمرة الثالثة مع الأمير ارنست أغسطس الذي يعتبر رئيس مجلس هانوفر و لقد تم الزواج المدني في موناكو يوم 23 يناير عام 1999 وأنجبا بنتا التي نتجت عن هذا الاتحاد تسمى
- صاحبة السمو الملكي الأميرة الكسندرا هانوفر (من مواليد 20 يوليو 1999) .

## روابط خارجية
- كارولين أميرة موناكو على موقع مونزينجر (الألمانية)
- كارولين أميرة موناكو على موقع إن إن دي بي (الإنجليزية)